# Umburatiba (ort)
Umburatiba är en ort i Brasilien.   Den ligger i kommunen Umburatiba och delstaten Minas Gerais, i den sydöstra delen av landet, 800 km öster om huvudstaden Brasília. Umburatiba ligger 273 meter över havet och antalet invånare är 2 700.
Terrängen runt Umburatiba är platt åt sydost, men åt nordväst är den kuperad. Runt Umburatiba är det mycket glesbefolkat, med 4 invånare per kvadratkilometer.. Det finns inga andra samhällen i närheten. 
Omgivningarna runt Umburatiba är huvudsakligen savann.